# Lista de filmes portugueses de 2008
Lista de filmes portugueses de longa-metragem lançados comercialmente em Portugal em 2008, nas salas de cinema.
Nota: Na coluna coprodução, passando o cursor sobre a bandeira aparecerá o nome do país correspondente.
| #  | Filme                        | Realização                   | Género                  | Estreia        | Coprodução                    |
| -- | ---------------------------- | ---------------------------- | ----------------------- | -------------- | ----------------------------- |
| 1  | 1ª Vez 16 mm                 | Rui Goulart                  | Drama                   | 13 de novembro | —                             |
| 2  | Amália - O Filme             | Carlos Coelho da Silva       | Biografia, musical      | 4 de dezembro  | —                             |
| 3  | Aquele Querido Mês de Agosto | Miguel Gomes                 | Musical, romance        | 21 de agosto   | França                        |
| 4  | Arte de Roubar               | Leonel Vieira                | Ação, comédia, policial | 6 de novembro  | Brasil · Espanha              |
| 5  | Cartas a Uma Ditadura        | Inês de Medeiros             | Documentário            | 8 de maio      | —                             |
| 6  | Cristóvão Colombo - O Enigma | Manoel de Oliveira           | Drama, histórico        | 10 de janeiro  | França                        |
| 7  | Daqui p'rá Frente            | Catarina Ruivo               | Drama                   | 24 de janeiro  | —                             |
| 8  | Entre os Dedos               | Frederico Serra Tiago Guedes | Drama                   | 23 de outubro  | Brasil                        |
| 9  | Goodnight Irene              | Paolo Marinou-Blanco         | Comédia, drama          | 15 de maio     | —                             |
| 10 | A Ilha dos Escravos          | Francisco Manso              | Drama                   | 8 de maio      | Brasil · Cabo Verde · Espanha |
| 11 | Lobos                        | José Nascimento              | Drama                   | 13 de março    | —                             |
| 12 | The Lovebirds                | Bruno de Almeida             | Drama                   | 13 de março    | Estados Unidos                |
| 13 | Mal Nascida                  | João Canijo                  | Drama                   | 9 de outubro   | —                             |
| 14 | Terra Sonâmbula              | Teresa Prata                 | Drama                   | 8 de maio      | Moçambique                    |
| 15 | Treze Badaladas              | Xavier Villaverde            | Suspense                | 19 de junho    | Espanha                       |